# Теодорица Попниколова
Теодорица Попниколова Ангелова е българска просветна деятелка от Възраждането и революционерка, деец на Вътрешната македоно-одринска революционна организация.

## Биография
Родена е около 1860 година в паланката Мехомия. Става първото момиче, което учи в училището при местната църква. По-късно завършва педагогически курсове в Шумен, България и работи като учителка в Якоруда (1881 - 1883), Неврокоп (1884 - 1886), Гевгели (1886 - 1890), Сяр и Солун (1890 - 1903). В Сяр става член на ВМОРО и изпълнява куриерски задачи, като продължава революционната си дейност и в Солун. В 1903 година заминава за България и е учителка в Пловдив до 1913 година. В 1919 година започва да преподава в Мехомия, където работи до 1925 г. Умира в 1944 година. Нейното име носи улица в Разлог.